# Monazit-(Sm)
Monazit-(Sm) je fosforečnan vzácných zemin ze skupiny monazitu, chemický vzorec je (Sm,Gd,Ce,Th)PO4. Název pochází z řeckého "monazeis", znamenající "být samotný, osamocený", pro svoji vzácnost na prvních lokalitách, kde byl nalézán. Název uznán IMA roku 2001. Je monoklinické soustavy = třída 2/m. Systematické zařazení podle Strunze je 8.AD.50. Typovou lokalitou je pegmatit Annie Claim #3, pásmo zelených břidlic Bird River, Manitoba, Kanada.

## Vznik
Monazit je hojným akcesorickým minerálem intruzívních hornin, zejména granitů, charnockitů a syenitických vyvřelin, dále v žilných aplitech a žulových pegmatitech, odkuch pocházejí největší krystaly monatzitu, místy na žilách s Sn-W mineralizací s greiseny. Vyskytuje se v sedimentárních horninách, akcesoricky v rulách či ftanitech. Nejčastější a praktickým významem největší jsou však aluviální ložiska, zejména mořská.

## Morfologie
Tvoří tence až tlustě tabulkovité krystaly, též zrnité či celistvé agregáty. Krystaly jsou často zdvojčatělé podle {100}, obvykle však s nedokonale vyvinutými plochami. 

## Vlastnosti

### Krystalografie
Molybdenit krystaluje v monoklinické soustavě, třída 2/m, grupa P 21/m. Rozměry buňky a=6,725, b=6,936, c=6,448, Z=4.

### Fyzikální vlastnosti
Tvrdost 5-5,5 (Mo), hustota 5,51 g/cm3. Štěpnost je dobrá podle {001}, nedokonalá dle {100}. Je slabě magnetický a radioaktivní (díky obsahu Th). Lasturnatý, nepravidelný lom. Je křehký. 

### Optické vlastnosti
Barvy je bílé až žluté. Lesk skelný, matný. Je průsvitný až průhledný. Vryp je bílý, luminiscence chybí, pleochroismus nebyl pozorován či slabě žlutý až žlutozelený. Monazit je dvojosý, optický pozitivní. 

## Příbuzné minerály
nafoit, monetit, xenotim-(Y), archerit, pucherit, ximengit, cheralit, rooseveltit.

## Parageneze
V pegmatitech se skorylem, xenotimem-(Y), minerály TR a radioaktivními minerály.

## Výskyt
- Manitoba, Kanada
- Belaja Zima, východní Sajan, republika Tuva, Rusko